# Druelle Balsac
Druelle Balsac est depuis le 1er janvier 2017, une commune nouvelle française située dans le département de l'Aveyron en région Occitanie.
Le patrimoine architectural de la commune comprend deux  immeubles protégés au titre des monuments historiques : le prieuré du Sauvage, inscrit en 1981, et le château de Balsac, inscrit en 2007.

## Géographie

### Communes limitrophes
Les communes limitrophes sont  Baraqueville, Clairvaux-d'Aveyron, Luc-la-Primaube, Moyrazès, Olemps, Onet-le-Château, Rodez, Salles-la-Source et Valady.

### Hydrographie

#### Réseau hydrographique

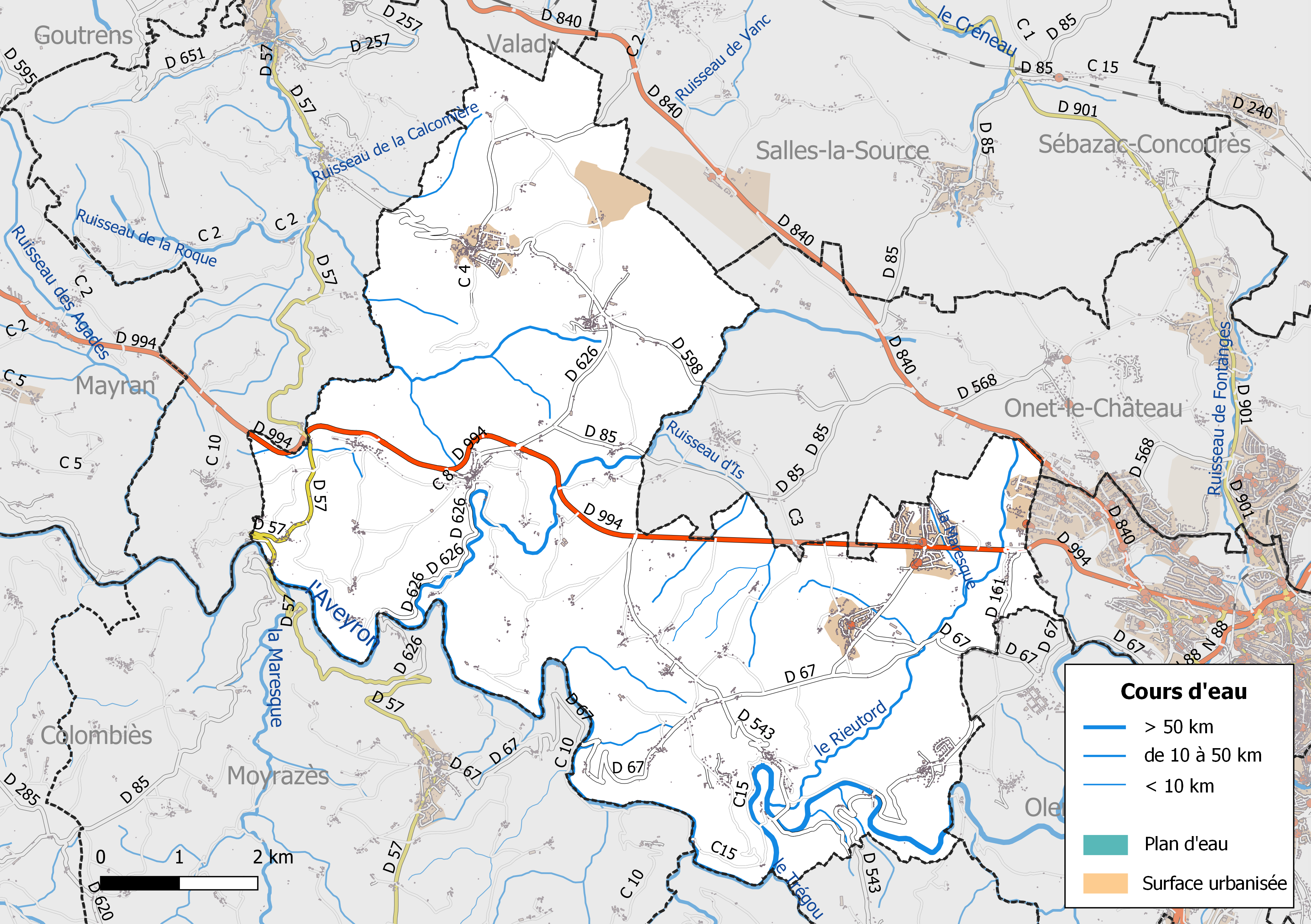
Réseaux hydrographique et routier de Druelle Balsac.

La commune est drainée par l'Aveyron et le Rieutord, le ruisseau des Barthes, la Maresque, le ruisseau de combe nègre, le ruisseau de Murat, le ruisseau d'Is et par divers petits cours d'eau.
L'Aveyron, d'une longueur totale de 290,6 km, prend sa source dans la commune de Sévérac d'Aveyron et se jette  dans le Tarn à Barry-d'Islemade, après avoir arrosé 60 communes.
Le Lenne, d'une longueur totale de 10,4 km, prend sa source dans la commune de Baraqueville et se jette  dans  l'Aveyron à Druelle Balsac, après avoir arrosé 3 communes.
Le Rieutord, d'une longueur totale de 10,3 km, prend sa source dans la commune de Salles-curan et se jette  dans le Vioulou à Canet-de-Salars, après avoir arrosé 4 communes.

#### Gestion des cours d'eau
La gestion des cours d’eau situés dans le bassin de l’Aveyron est assurée par l’établissement public d'aménagement et de gestion des eaux (EPAGE) Aveyron amont, créé le 1er janvier 2017, en remplacement du syndicat mixte du bassin versant Aveyron amont,,.

### Climat
Pour des articles plus généraux, voir Climat de l'Occitanie et Climat de l'Aveyron.
En 2010, le climat de la commune est de type climat océanique altéré, selon une étude s'appuyant sur une série de données couvrant la période 1971-2000. En 2020, Météo-France publie une typologie des climats de la France métropolitaine dans laquelle la commune est exposée à un climat de montagne et est dans la région climatique Sud-est du Massif Central, caractérisée par une pluviométrie annuelle de 1 000 à 1 500 mm, minimale en été, maximale en automne.
Pour la période 1971-2000, la température annuelle moyenne est de 10,8 °C, avec une amplitude thermique annuelle de 15,8 °C. Le cumul annuel moyen de précipitations est de 1 054 mm, avec 11 jours de précipitations en janvier et 6,6 jours en juillet. Pour la période 1991-2020, la température moyenne annuelle observée sur la station météorologique la plus proche, située sur la commune de Salles-la-Source à 10 km à vol d'oiseau, est de 11,1 °C et le cumul annuel moyen de précipitations est de 869,1 mm,. Pour l'avenir, les paramètres climatiques de la commune estimés pour 2050 selon différents scénarios d'émission de gaz à effet de serre sont consultables sur un site dédié publié par Météo-France en novembre 2022.

### Milieux naturels et biodiversité
L’inventaire des zones naturelles d'intérêt écologique, faunistique et floristique (ZNIEFF) a pour objectif de réaliser une couverture des zones les plus intéressantes sur le plan écologique, essentiellement dans la perspective d’améliorer la connaissance du patrimoine naturel national et de fournir aux différents décideurs un outil d’aide à la prise en compte de l’environnement dans l’aménagement du territoire.
Le territoire communal de Druelle Balsac comprend une ZNIEFF de type 1,, 
la « Rivière Aveyron » (3 500 ha), couvrant 63 communes dont 38 dans l'Aveyron, 5 dans le Tarn et 20 dans le Tarn-et-Garonne
, et une ZNIEFF de type 2,, 
la « Vallée de l'Aveyron » (14 644 ha), qui s'étend sur 68 communes dont 41 dans l'Aveyron, 5 dans le Tarn et 22 dans le Tarn-et-Garonne.

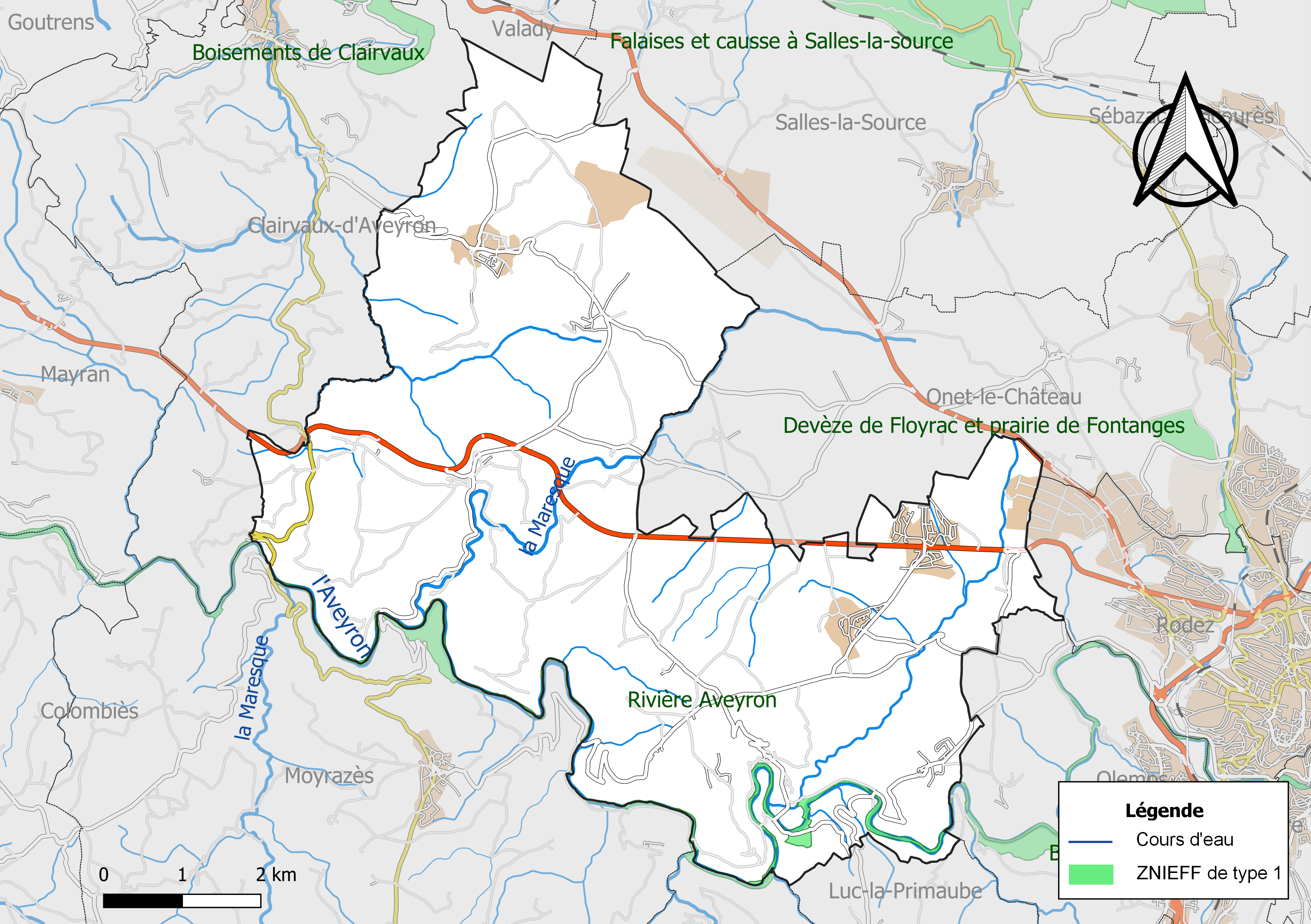
Carte de la ZNIEFF de type 1 de la commune.
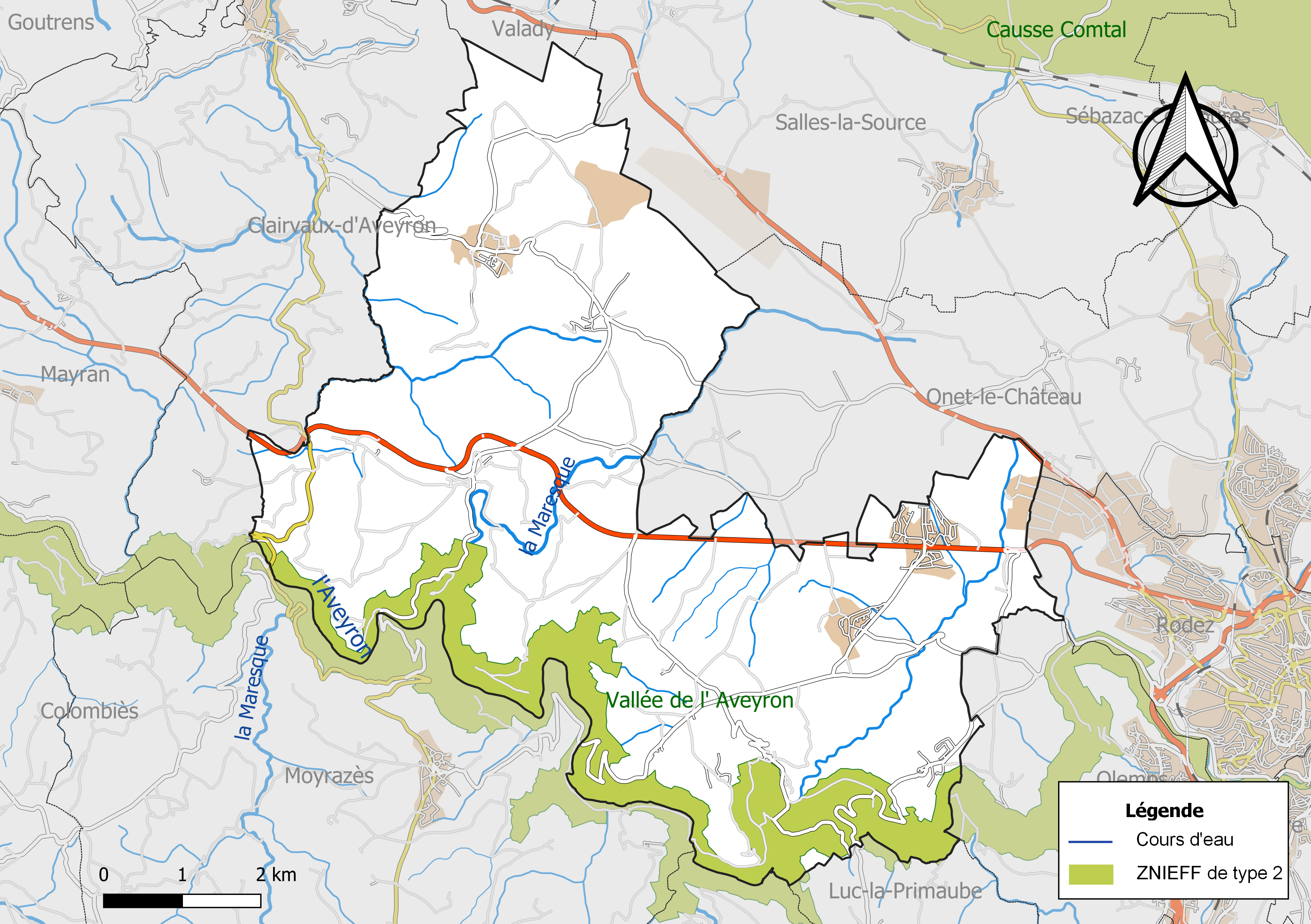
Carte de la ZNIEFF de type 2 de la commune.

## Urbanisme

### Typologie
Au 1er janvier 2024, Druelle Balsac est catégorisée commune rurale à habitat dispersé, selon la nouvelle grille communale de densité à 7 niveaux définie par l'Insee en 2022.
Elle est située hors unité urbaine. Par ailleurs la commune fait partie de l'aire d'attraction de Rodez, dont elle est une commune de la couronne,. Cette aire, qui regroupe 68 communes, est catégorisée dans les aires de 50 000 à moins de 200 000 habitants,.

### Occupation des sols

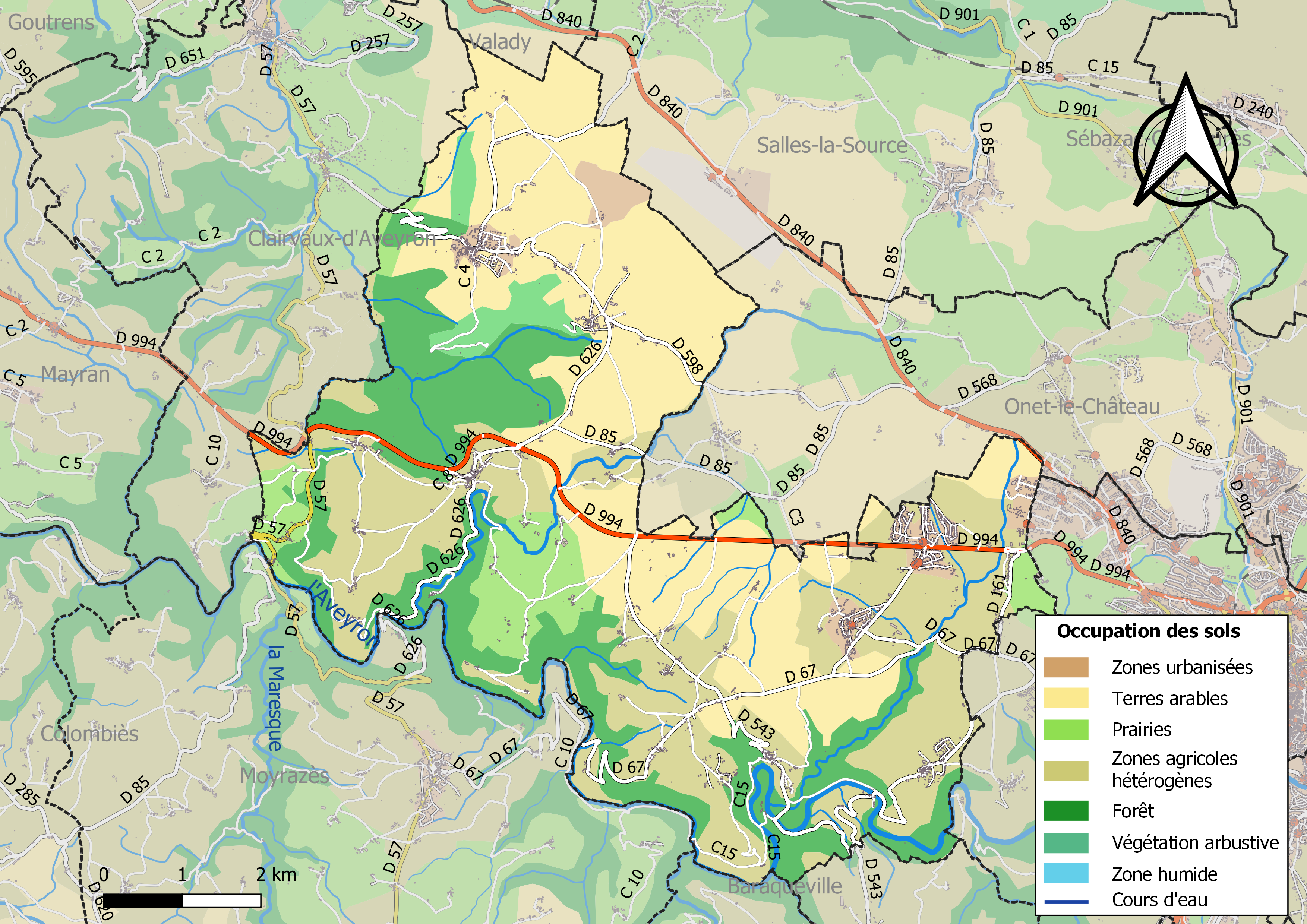
Infrastructures et occupation des sols de la commune de Druelle Balsac.

L'occupation des sols de la commune, telle qu'elle ressort de la base de données européenne d’occupation biophysique des sols Corine Land Cover (CLC), est marquée par l'importance des territoires agricoles (73,8 % en 2018), une proportion sensiblement équivalente à celle de 1990 (73,5 %). La répartition détaillée en 2018 est la suivante : zones agricoles hétérogènes (42,8 %), forêts (23,2 %), terres arables (22,1 %), prairies (8,9 %), zones urbanisées (2,3 %), zones industrielles ou commerciales et réseaux de communication (0,6 %).

### Planification
La loi SRU du 13 décembre 2000 a incité fortement les communes à se regrouper au sein d’un établissement public, pour déterminer les partis d’aménagement de l’espace au sein d’un SCoT, un document essentiel d’orientation stratégique des politiques publiques à une grande échelle. La commune est dans le territoire du SCoT du Centre Ouest Aveyron  approuvé en février 2020. La structure porteuse est le Pôle d'équilibre territorial et rural Centre Ouest Aveyron, qui associe neuf EPCI, notamment la communauté d'agglomération du Grand Rodez, dont la commune est membre.
La commune disposait en 2017 d'un plan local d'urbanisme approuvé. Le zonage réglementaire et le règlement associé peuvent être consultés sur le Géoportail de l'urbanisme.

### Risques majeurs
Le territoire de la commune de Druelle Balsac est vulnérable à différents aléas naturels : inondations, climatiques (hiver exceptionnel ou canicule), feux de forêts et séisme (sismicité faible).
Il est également exposé à un risque technologique, le transport de matières dangereuses, et à un risque particulier, le risque radon,.

#### Risques naturels

Zones inondables de la commune de Druelle Balsac.

Certaines parties du territoire communal sont susceptibles d’être affectées par le risque d’inondation par débordement de l'Aveyron. Un plan des surfaces submersibles (PSS), premier document cartographique réglementant l'occupation du sol en zone inondable pour les cours d'eau domaniaux, a été établi en 1964. Compte tenu du peu d’enjeux exposés à ces inondations, aucun plan de prévention du risque d’inondation n’a été prescrit. Néanmoins la loi Barnier du 2 février 1995 confère aux PSS un statut de plan de prévention des risques (PPR ), les rendant par conséquent opposables au tiers et faisant entrer le territoire de la commune dans le champ d'application de l'obligation d'information des acquéreurs locataires.
Le Plan départemental de protection des forêts contre les incendies découpe le département de l’Aveyron en sept « bassins de risque » et définit une sensibilité des communes à l’aléa feux de forêt (de faible à très forte). La commune est classée en sensibilité faible.

#### Risques technologiques
Le risque de transport de matières dangereuses sur la commune est lié à sa traversée par une route à fort trafic. Un accident se produisant sur une telle infrastructure est en effet susceptible d’avoir des effets graves au bâti ou aux personnes jusqu’à 350 m, selon la nature du matériau transporté. Des dispositions d’urbanisme peuvent être préconisées en conséquence.

#### Risque particulier
Dans plusieurs parties du territoire national, le radon, accumulé dans certains logements ou autres locaux, peut constituer une source significative d’exposition de la population aux rayonnements ionisants. Toutes les communes du département sont concernées par le risque radon à un niveau plus ou moins élevé. Selon le dossier départemental des risques majeurs du département établi en 2013, la commune de Druelle Balsac est classée à risque moyen à élevé. Un décret du 4 juin 2018 a modifié la terminologie du zonage définie dans le code de la santé publique et a été complété par un arrêté du 27 juin 2018 portant délimitation des zones à potentiel radon du territoire français. La commune est désormais en zone 3, à savoir zone à potentiel radon significatif.

## Histoire
La commune nouvelle regroupe les communes de Balsac et de Druelle, qui deviennent des communes déléguées, le 1er janvier 2017. Son chef-lieu se situe à Druelle. Elle intègre Communauté d'agglomération du Grand Rodez.

## Politique et administration

### Découpage territorial
La commune de Druelle Balsac est membre de la communauté d'agglomération du Grand Rodez, un établissement public de coopération intercommunale (EPCI) à fiscalité propre créé le 20 décembre 1999 dont le siège est à Rodez. Ce dernier est par ailleurs membre d'autres groupements intercommunaux.
Sur le plan administratif, elle est rattachée à l'arrondissement de Rodez, au département de l'Aveyron et à la région Occitanie. Sur le plan électoral, elle dépend du  canton du Vallon pour l'élection des conseillers départementaux, depuis le redécoupage cantonal de 2014 entré en vigueur en 2015, et de la première circonscription de l'Aveyron  pour les élections législatives, depuis le dernier découpage électoral de 2010.

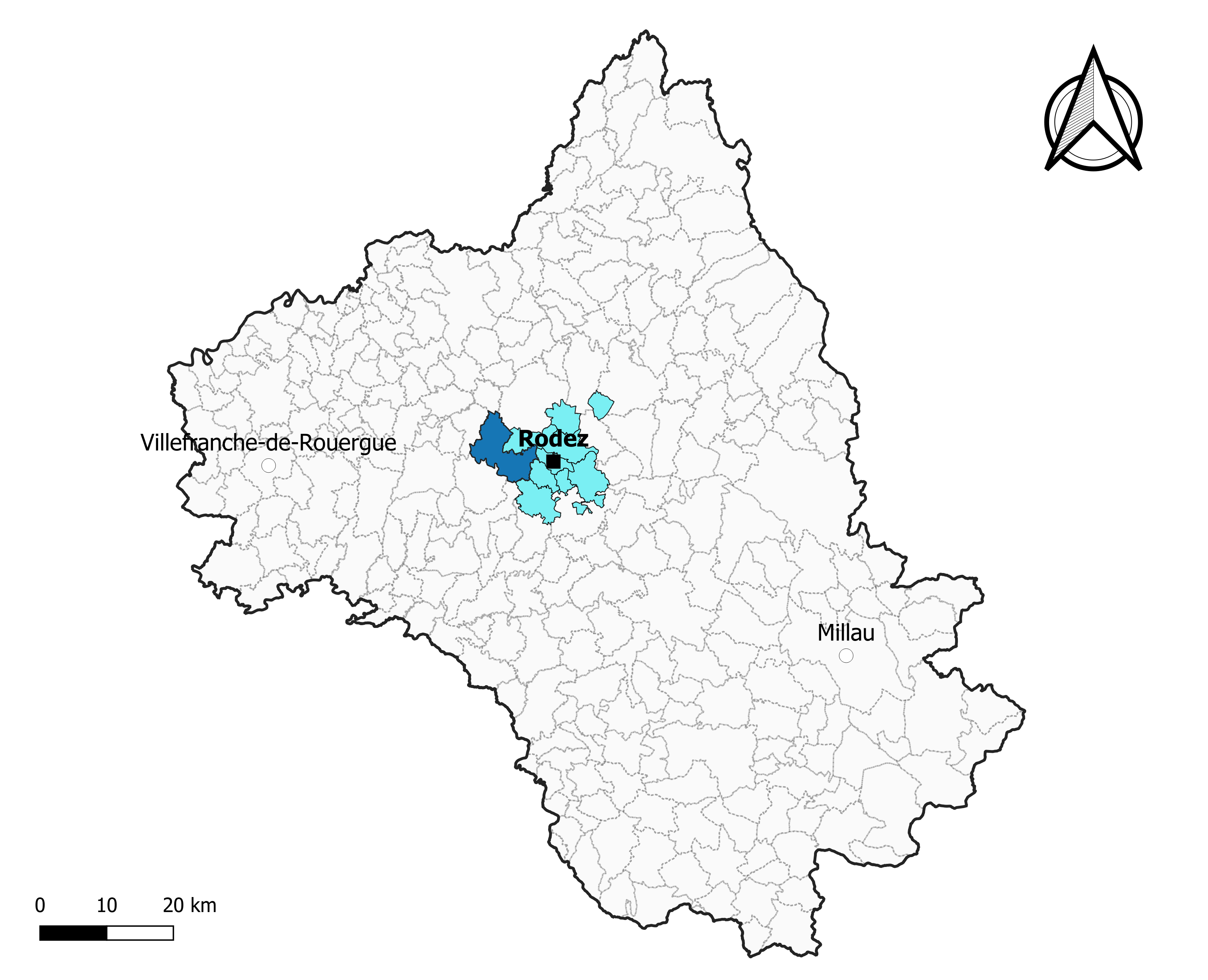
Druelle Balsac dans l'intercommunalité en 2020.
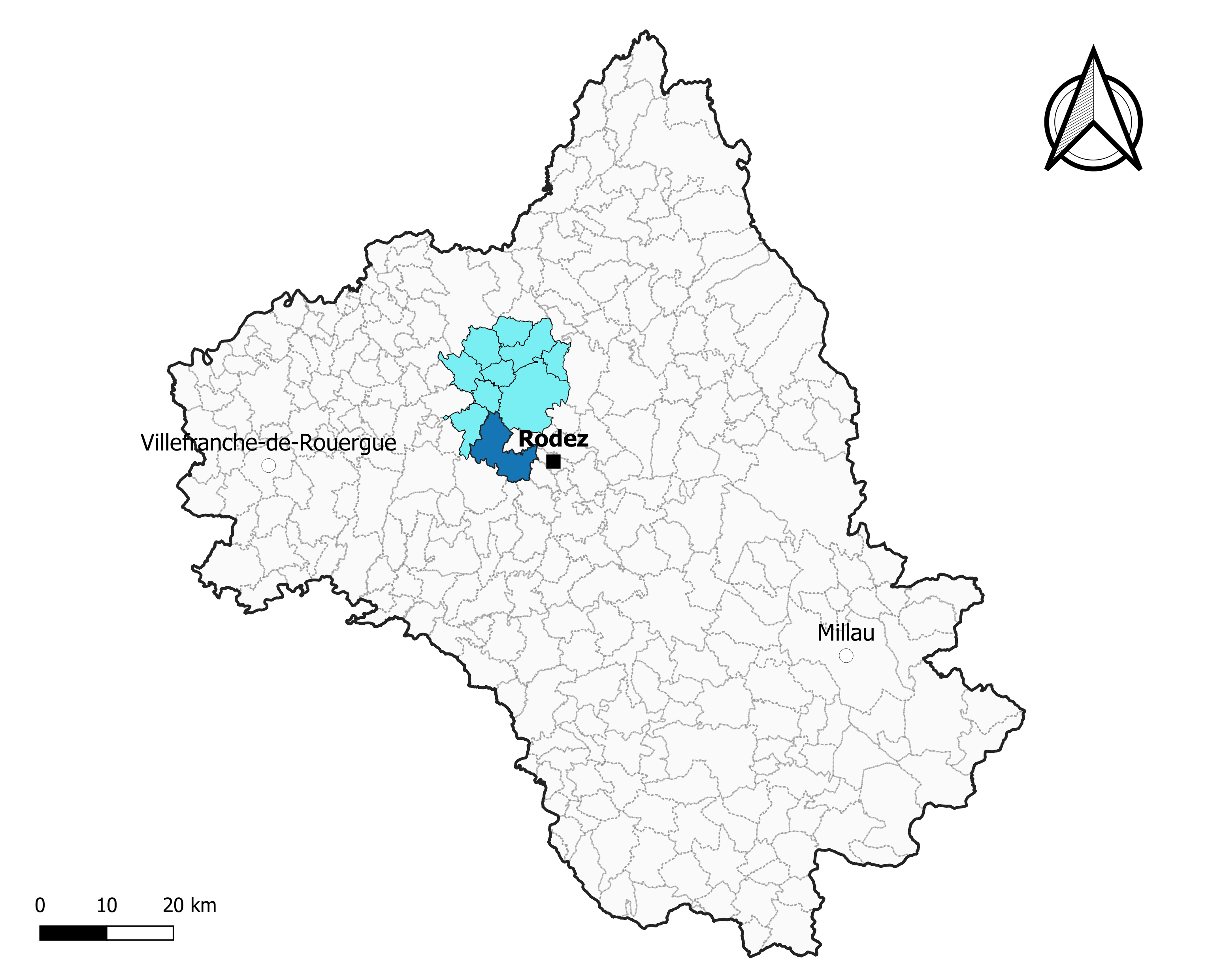
Druelle Balsac dans le canton du Vallon en 2020.
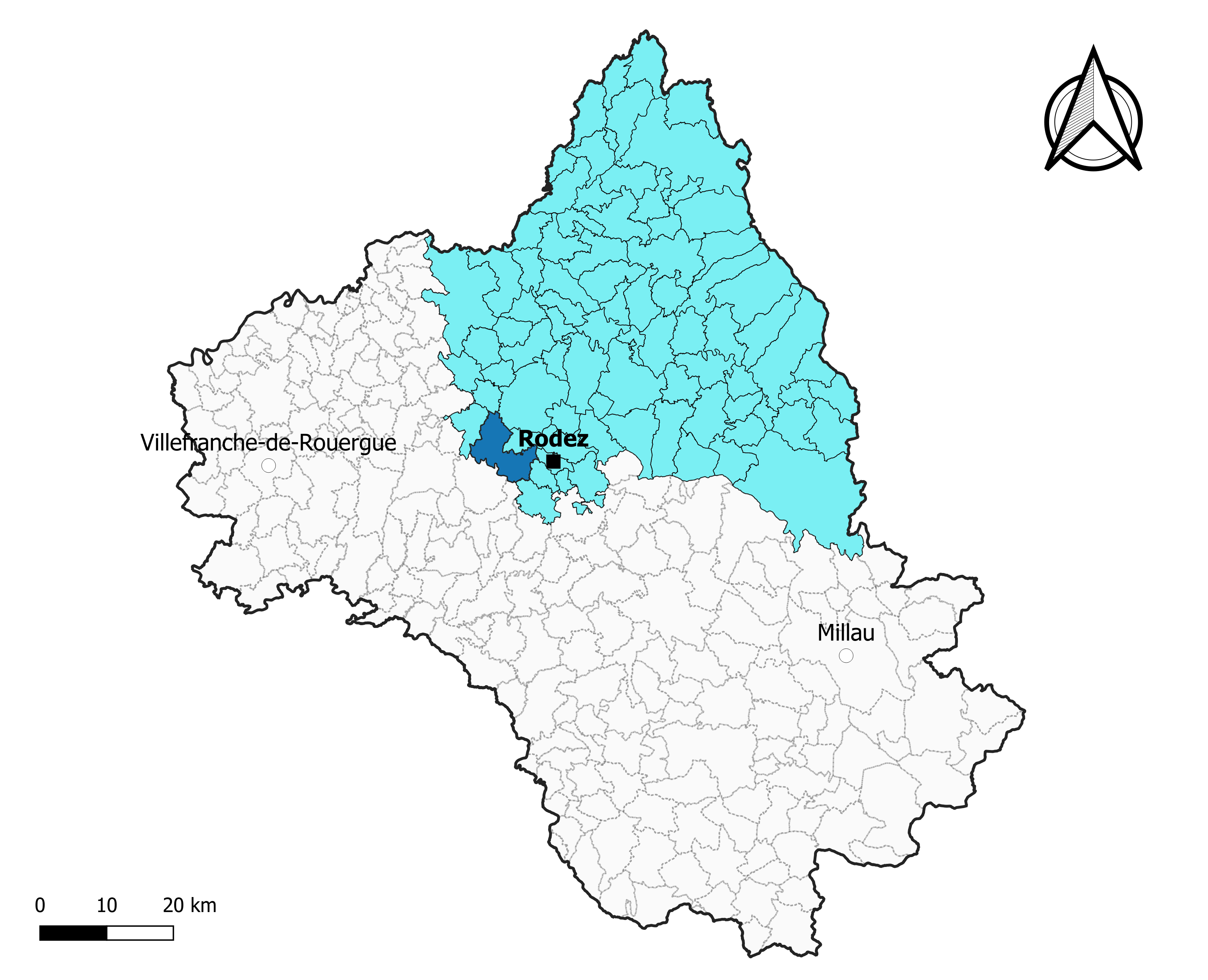
Druelle Balsac dans l'arrondissement de Rodez en 2020.

### Élections municipales et communautaires

#### Élections de 2020
Le conseil municipal de Druelle Balsac, commune de plus de 1 000 habitants, est élu au scrutin proportionnel de liste à deux tours (sans aucune modification possible de la liste), pour un mandat de six ans renouvelable. Compte tenu de la population communale, le nombre de sièges à pourvoir lors des élections municipales de 2020 est de 27. Les vingt-sept conseillers municipaux sont élus au premier tour avec un taux de participation de 37,72 %, issus de la seule liste candidate, conduite par Patrick Gayrard. Patrick Gayrard, maire sortant, est réélu pour un nouveau mandat le 25 mai 2020.
Les trois sièges attribués à la commune au sein du conseil communautaire de la communauté d'agglomération du Grand Rodez sont alloués à la liste de Patrick Gayrard.

#### Liste des maires
| Période | Période  | Identité         | Étiquette      | Qualité    |
| ------- | -------- | ---------------- | -------------- | ---------- |
| 2008    | En cours | Patrick Gayrard, | Sans étiquette | Technicien |

### Communes déléguées
| Nom             | Code Insee | Intercommunalité       | Superficie (km2) | Population (dernière pop. légale) | Densité (hab./km2) |
| --------------- | ---------- | ---------------------- | ---------------- | --------------------------------- | ------------------ |
| Druelle (siège) | 12090      | CA Rodez Agglomération | 35,68            | 2 326 (2014)                      | 65                 |
| Balsac          | 12020      | CC Conques-Marcillac   | 15,57            | 617 (2014)                        | 40                 |

## Population et société

### Démographie
L'évolution du nombre d'habitants est connue à travers les recensements de la population effectués dans la commune depuis sa création.

En 2022, la commune comptait 3 179 habitants, en évolution de +3,18 % par rapport à 2016 (Aveyron : +0,37 %, France hors Mayotte : +2,11 %).
| 2015  | 2016  | 2017  | 2022  |
| ----- | ----- | ----- | ----- |
| 3 006 | 3 081 | 3 143 | 3 179 |

## Culture locale et patrimoine

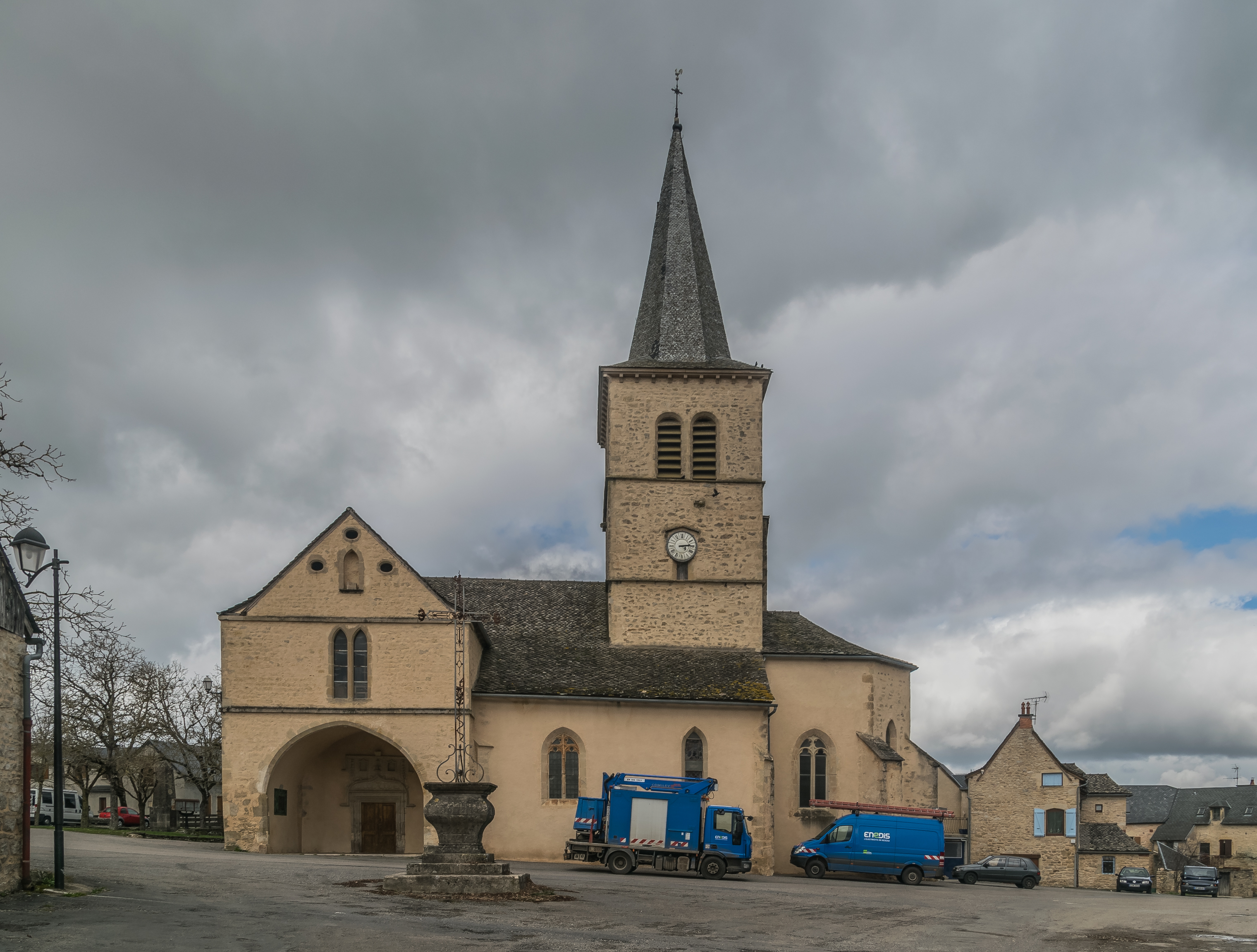
Église de l'Assomption de Balsac

### Lieux et monuments
- Château de Balsac  Inscrit MH (2007)[45] qui a appartenu à la famille de Glandières puis de Faramond et vendu par ces derniers en 1780 à un bourgeois de Rodez nommé Grailhe.
- Ruines de l'ancien prieuré du Sauvage  Inscrit MH (1981)[46] du XIIIe siècle.
- Église de la Très-Sainte-Trinité du Pas.
- Église de l'Assomption de Balsac.
- Église Saint-Amans d'Abbas.
- Église Saint-Christophe d'Ampiac.
- Chapelle Saint-Clément de Saint-Clément.